# Gare des Lacs
Gare des Lacs – przystanek kolejowy w Saint-Aubin-des-Landes, w departamencie Ille-et-Vilaine, w regionie Bretania, we Francji.
Jest przystankiem kolejowym Société nationale des chemins de fer français (SNCF), obsługiwanym przez pociągi TER Bretagne.

## Położenie
Znajduje się na wysokości 59 m n.p.m., na 345,837 km linii Paryż – Brest, pomiędzy stacjami Vitré i Châteaubourg.